# Aliette Opheim
Aliette Opheim (21 juli 1985) is een Zweedse actrice.

## Biografie
Opheim groeide op in Täby. Ze ging naar de dansschool van Lasse Kühler en volgde kunstvakken op het Fryshuset-gymnasium in Stockholm, waar ze werd ontdekt en de vrouwelijke hoofdrol aangeboden kreeg in de dansfilm Sandor slash Ida. Enkele jaren daarna studeerde de Zweedse af aan The Academy of Music and Drama in Göteborg.
In 2014 werd Opheim genomineerd voor een Kristallen in de categorie 'Beste actrice' met haar rol in de SVT-serie Tjockare än vatten. Een jaar later won de actrice de aan het Stockholm Film Festival gerelateerde Rising Star Award. In 2020 volgde opnieuw een nominatie voor een Kristallen. Ditmaal met haar rol in Netflix-serie Kalifat. In 2022 wist ze de prijs uiteindelijk ook daadwerkelijk te winnen met haar optreden in televisieserie Knutby.

## Filmografie (selectie)
| Jaar        | Titel                                   | Rol             | Type productie | Opmerkingen     |
| ----------- | --------------------------------------- | --------------- | -------------- | --------------- |
| 2005        | Sandor slash Ida                        | Ida             | Film           |                 |
| 2012        | Arne Dahl                               | Lottie          | Televisieserie | 2 afleveringen  |
| 2012        | Der Kommissar und das Meer              | Marie           | Filmreeks      | 1 film          |
| 2013        | Snabba cash - Livet deluxe              | Lollo           | Film           |                 |
| 2014 - 2020 | Tjockare än vatten (Thicker Than Water) | Jonna Waldemar  | Televisieserie | 26 afleveringen |
| 2015        | Johan Falk                              | Madeleine Wiik  | Filmreeks      | 4 films         |
| 2015 - 2018 | Patriot                                 | Agathe Albans   | Televisieserie | 18 afleveringen |
| 2016        | Svartsjön (Black Lake)                  | Jessan          | Televisieserie | 4 afleveringen  |
| 2017        | Hassel                                  | Daniela Bergman | Televisieserie | 10 afleveringen |
| 2020        | Kalifat                                 | Fatima          | Televisieserie | 8 afleveringen  |
| 2021        | Katla                                   | Gunhild         | Televisieserie | 8 afleveringen  |
| 2021        | Zebrarummet (A Class Apart)             | Sara            | Televisieserie | 8 afleveringen  |
| 2021        | Knutby                                  | Eva             | Televisieserie | 6 afleveringen  |
| 2022        | Mörkt Hjärta (The Dark Heart)           | Tanja Thorell   | Televisieserie | 5 afleveringen  |
| 2023        | Exit                                    | Eva             | Televisieserie | 3 afleveringen  |